# Правительство Республики Косово

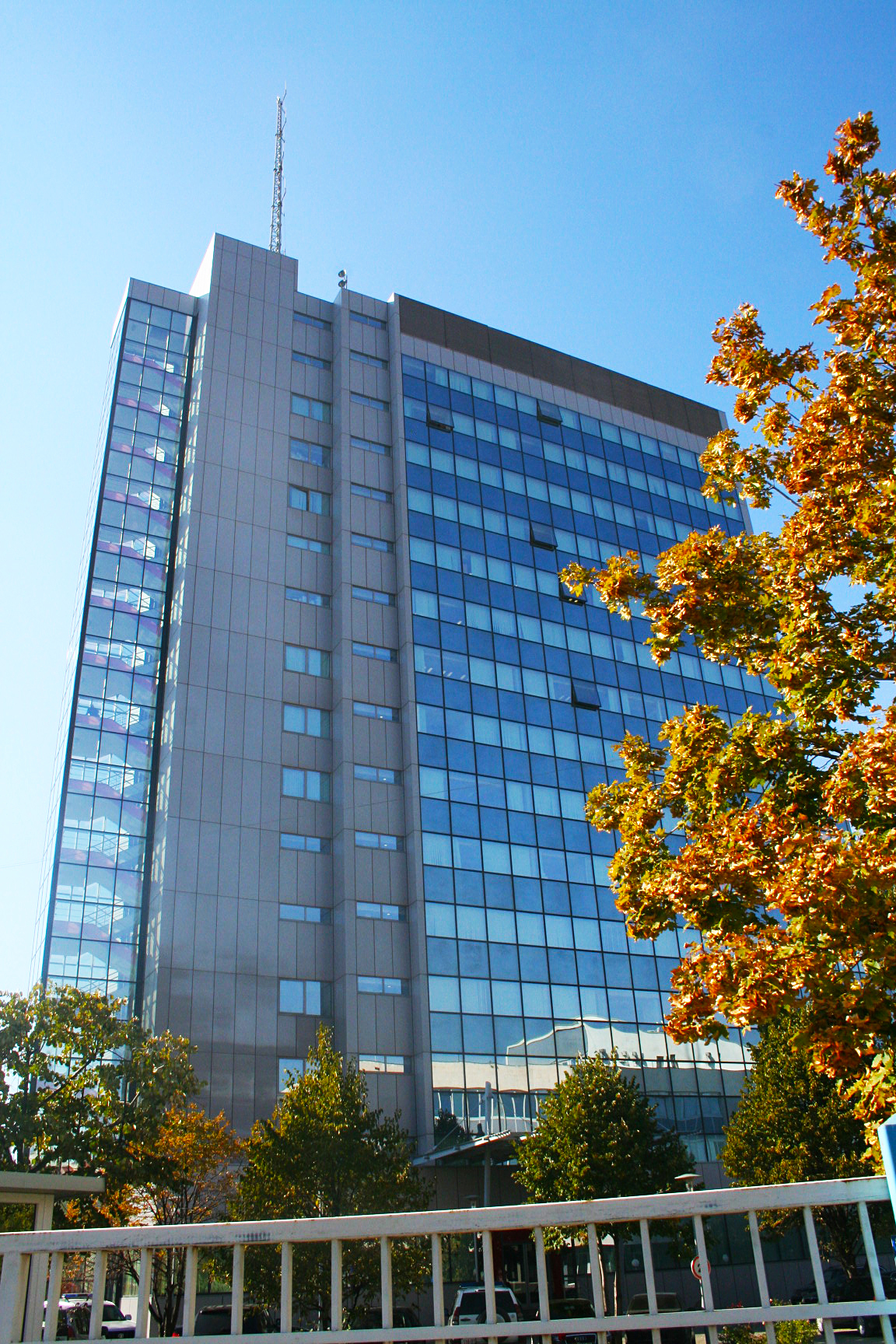
Резиденция правительства Республики Косово в центре Приштины

Правительство Республики Косово (алб. Qeveria e Republikës së Kosovës; серб. Влада Републике Косова) осуществляет исполнительную власть в частично признанной Республике Косово. Правительство состоит из министров и возглавляется премьер-министром. Резиденция правительства находится в Приштине.

## Процедура выборов
Статья 95 главы 4 Конституции Республики Косово регламентирует выбор правительства:
После парламентских выборов президент предлагает парламенту кандидатуру на пост премьер-министра. При этом он консультируется с партией или коалицией, победившей на выборах. В течение пятнадцати дней с этой встречи с президентом кандидат должен представить парламенту состав будущего правительству. Правительство считается выбранным, если оно поддержано простым большинством голосов депутатов.
Если представленный состав правительства не получил необходимого простого большинства голосов в парламенте, процедура повторяется, и президент снова предлагает по согласованию с сильнейшей партией или коалицией кандидатуру парламенту.
После успешных выборов, члены правительства должны принять присягу в парламенте.

## Премьер-министр

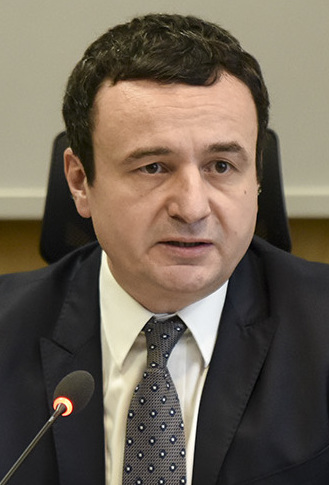
Альбин Курти. Премьер-министр Косова с 2021 года.

Премьер-министр (алб. Kryeministri; серб. Premijer) является председателем Правительства. С 2021 года им является Альбин Курти.
Согласно Конституции, обязанностями премьер-министр являются:
- представлять и возглавлять правительство;
- обеспечивать, чтобы все министры действовали согласно государственной политике;
- обеспечить осуществление политики, установленной правительством;
- смена членов правительства;
- председательство в Совете безопасности Косова;
- Назначение главы полиции Косова;
- консультирование с президентом Республики Косово в вопросах разведки;
- сотрудничество с президентом Республики, совместное назначение председателя, заместителя председателя и генерального инспектора разведывательного управления Косова;
- консультирование с президентом Республики о внешней политике страны;
- выполнение других задач, изложенных в Конституции и Законе.